# Massacres de la guerre du Mali
Plusieurs massacres sont commis pendant la guerre du Mali, en cours depuis 2012.

## Liste chronologique des massacres
| Nom                                                                      | Date                            | Lieu | Morts     | Auteurs                                                         | Description |
| ------------------------------------------------------------------------ | ------------------------------- | --- | --------- | --------------------------------------------------------------- | --- |
| Massacre d'Aguel'hoc                                                     | 25 janvier 2012                 | Aguel'hoc (Région de Kidal)                                                                               | 82 à 153  | AQMI                                                            | La ville d'Aguel'hoc est prise par les djihadistes et 82 à 153 soldats maliens sont tués au combat ou exécutés après avoir été faits prisonniers,. |
| Massacre de Toumbouctou                                                  | 4 février 2012                  | Tombouctou (Région de Tombouctou)                                                                         | 7         | Forces armées maliennes                                         | Neuf militaires touaregs de la garde nationale de Tombouctou auraient été pourchassés, et sept d'entre exécutés par des militaires maliens selon le Haut-Commissariat des Nations unies aux droits de l'homme, qui indique cependant que « ces informations n’ont pas pu être vérifiées auprès des sources militaires maliennes ». |
| Bombardement d'Anéfis                                                    | février 2012                    | Anéfis (Région de Kidal)                                                                                  | 1 à 4     | Forces armées maliennes                                         | Une tribu marabout des Kal-Assouk est bombardée par des hélicoptères pilotés par des mercenaires ukrainiens au service de l'armée malienne. Selon le MNLA, entre une et quatre personnes ont été tuées par ce bombardement et 13 blessées, majoritairement des vieillards, des femmes et des enfants. D'après Médecins sans frontières qui a pris en charge les blessés avec une équipe du ministère de la Santé malien, une petite fille a été mortellement blessée dans le bombardement et 10 personnes sont blessées, dont 9 femmes et enfants et 3 grièvement. |
| Exécutions de Sévaré                                                     | 2 avril 2012                    | Sévaré (Région de Mopti)                                                                                  | 4         | Forces armées maliennes                                         | Quatre Touaregs, dont deux gendarmes, un gendarme cadet et ancien soldat, sont exécutés par des militaires maliens selon Human Rights Watch. |
| Massacre de Diabaly                                                      | 9 septembre 2012                | Diabaly (Région de Ségou)                                                                                 | 16        | Forces armées maliennes                                         | L'armée malienne exécute 16 seize pèlerins de la secte Dawa à Diabaly, dont certains de nationalité mauritanienne,. |
| Massacre de Konna                                                        | 9 janvier 2013                  | Konna (Région de Mopti)                                                                                   | 7         | AQMI Ansar Dine MUJAO                                           | Sept soldats maliens, dont cinq blessés, sont exécutés sommairement par des djihadistes pendant la bataille de Konna selon Human Rights Watch. |
| Bombardement de Konna                                                    | 11 janvier 2013                 | Konna (Région de Mopti)                                                                                   | 5         | Forces armées maliennes                                         | Lors de la bataille de Konna, au moins 5 civils dont 3 enfants sont tués dans les bombardements selon Amnesty International. Pour Jean-Christophe Notin, ces cinq civils n'ont pas été tués par les frappes aériennes françaises mais ont été victimes de tirs d'hélicoptères Mi-24 de l'armée malienne. |
| Massacre de Diabaly                                                      | 14 - 15 janvier 2013            | Diabaly (Région de Ségou)                                                                                 | 6         | AQMI Ansar Dine MUJAO                                           | Cinq soldats maliens blessés et un civil ont été exécutés sommairement par des djihadistes pendant la bataille de Diabaly selon Amnesty International. |
| Exécutions de Sévaré                                                     | janvier 2013                    | Sévaré (Région de Mopti)                                                                                  | 25 à 30   | Forces armées maliennes                                         | Selon des habitants, plusieurs prisonniers islamistes ou des suspects sont tués par des soldats maliens dans des camps militaires à Sévaré, parmi lesquels des blessés pris à la bataille de Konna. Des témoins évoquent notamment un charnier de 25 à 30 corps ou bien des cadavres jetés dans des puits. D'après Human Rights Watch, au moins 13 personnes ont été exécutées sommairement par des soldats maliens et 5 autres ont disparu entre le 9 et le 18 janvier à Sévaré, Konna et les villages environnants. |
| Disparitions de Toumbouctou                                              | c. 14 février 2013              | Tombouctou (Région de Tombouctou)                                                                         | 5         | Forces armées maliennes                                         | Au moins 5 personnes, dont quatre Arabes et un Songhaï, sont enlevées à Tombouctou et portées disparues depuis. Human Rights Watch déclare : « Notre recherche suggère que les hommes ont été arrêtés par des soldats. Et il semblerait qu'ils aient été tués quelques jours plus tard alors qu'ils se trouvaient sous leur contrôle. » Par la suite six soldats maliens sont arrêtés à Tombouctou et rappelés à Bamako où une enquête est ouverte. |
| Massacre de la route Tonka-Bintagoungou                                  | 11 mars 2013                    | Entre Tonka et Bintagoungou (Région de Tombouctou)                                                        | 4         | AQMI                                                            | Quatre commerçants sont égorgés par des hommes armés entre Tonka et Bintagoungou. La presse malienne accuse les djihadistes,. |
| Massacre de Bougoumi                                                     | 20 mars 2013                    | Bougoumi, près de Ténenkou (Région de Mopti)                                                              | 20        | MNLA (?)                                                        | Le village de Bougoumi, dans la commune de Ténenkou, est attaqué par des hommes armés. Vingt personnes sont tuées, des viols et des vols sont commis. Le ministre malien de la Défense, le général Yamoussa Camara, accuse les rebelles du MNLA. Ces derniers démentent et affirment ne pas avoir de troupes dans cette partie du Mali,. En février 2014, Timoré Tioulenta, ancien député de Ténenkou, parle de son côté d'un massacre où une vingtaine de passagers auraient été ligotés, les yeux bandés, égorgés ou fusillés et drainés dans les profondeurs d’un puits le 18 mars 2013 à Doungoura,. Selon la Fédération internationale des ligues des droits de l'homme (FIDH) et l'Association malienne des Droits de l’Homme (ADMH), les victimes sont des forains peuls et bien que le MNLA ait été soupçonné l'affaire n'a pas été élucidée. |
| Massacre d'Anéfis                                                        | 24 - 25 avril 2013              | Anéfis (Région de Kidal)                                                                                  | 4 à 7     | MNLA                                                            | Des exactions sont commises par des hommes du MNLA contre des civils arabes, selon différents témoignages. Il y aurait eu 4 à 7 victimes, dont un enfant,. |
| Assassinats de Ghislaine Dupont et Claude Verlon                         | 2 novembre 2013                 | Kidal (Région de Kidal)                                                                                   | 2         | AQMI                                                            | Deux journalistes français de RFI, Ghislaine Dupont et Claude Verlon, sont enlevés à Kidal par des hommes armés et exécutés quelques heures plus tard à l'extérieur de la ville. Trois des quatre ravisseurs sont identifiés par les services de renseignement français : il s'agit de djihadistes d'AQMI ayant servi dans la katiba d'Hamada Ag Hama, dit Abdelkrim Taleb. |
| Assassinats d'Intakabar                                                  | 18 - 19 novembre 2013           | Intakabar (Région de Gao)                                                                                 | 2         | MUJAO                                                           | Deux membres de la famille du général El Hadj Ag Gamou, un vieillard de 70 ans et une petite fille de 3 ans, sont assassinés par des Peuls. Alors présent à Bamako, le général Ag Gamou affirme que les meurtriers sont des membres du MUJAO. |
| Massacre de Tamkoutat                                                    | 6 février 2014                  | Tamkoutat, à Anchawadi (Région de Gao)                                                                    | 31 à 35   | MUJAO ou miliciens peuls                                        | Une trentaine de civils, majoritairement des Touaregs imghad, sont massacrés près de Tamkoutat. Le gouvernement malien et le MNLA accusent le MUJAO d'être responsables de cette tuerie, d'autres témoins évoquent un conflit communautaire entre Touaregs et Peuls. |
| Massacre de Tin-Hama                                                     | 21 mai 2015                     | Tin-Hama (Région de Gao)                                                                                  | 3 à 16    | GATIA                                                           | La ville de Tin-Hama est attaquée par le MNLA et 3 à 16 civils sont tués. L'armée malienne et les rebelles s'accusent mutuellement d'être responsables de leur exécution,. Le Haut-Commissariat des Nations unies aux droits de l'homme attribue cependant au GATIA la responsabilité de la tuerie à Tin Hama et l'exécution de six personnes dans un rapport publié en décembre 2015,. |
| Massacre de Niangassadiou                                                | 18 juillet 2015                 | Près de Niangassadiou (Région de Mopti)                                                                   | 6         | État islamique dans le Grand Sahara                             | Six villageois dogons sont tués par des djihadistes venus du Niger dans trois villages près de la ville Niangassadiou, dans le cercle de Douentza. |
| Massacre de Zenzene                                                      | Fin 15 janvier 2016             | Zenzene, près de Ténenkou (Région de Mopti)                                                               | 6         | Forces armées maliennes                                         | La CMA accuse l'armée malienne d'avoir assassiné six personnes dans le village de Zenzene et près du camp militaire de Goundam, après une embuscade djihadiste. |
| Massacres du cercle de Ténenkou                                          | Fin avril 2016                  | Près de Ténenkou (Région de Mopti)                                                                        | 30+       | Miliciens bambaras et peuls                                     | Des affrontements et des massacres entre Peuls et Bambaras font une trentaine de morts. Les violences débutent à Maléimana par l'assassinat par les djihadistes de deux Bambaras soupçonnés d'être des informateurs des forces armées maliennes. Elles sont suivies par des représailles de Bambaras contre les Peuls, elles-mêmes suivies d'autres représailles commises par les Peuls. |
| Massacre de Diawaribougou                                                | 11 février 2017                 | Diawaribougou, près de Macina (Région de Ségou)                                                           | 20 à 30   | Chasseurs dozos                                                 | Un commerçant bambara est assassiné par deux combattants peuls dans le village de Diawaribougou, près de Macina,. Une centaine de chasseurs dozos bambaras mènent alors des actions de représailles contre les Peuls qui font au moins 20 à 30 morts, dont des enfants, certaines victimes sont brûlées vives,. |
| Assassinats de neuf commerçants bozos et bambaras                        | 18 février 2017                 | (Région de Ségou ou Région de Mopti)                                                                      | 9         | Miliciens peuls                                                 | Neuf commerçants bozos et bambaras sont exécutés par des Peuls. |
| Massacres de Nawodie et Tanfadala                                        | 16 juin 2017                    | Nawodie et Tanfadala (Région de Mopti)                                                                    | 35+       | Miliciens dogons                                                | Un membre important d’une société de chasseurs traditionnels est tué près de Dioungani, des villageois dogons armés mènent alors des représailles contre deux hameaux peuls, Nawodie et Tanfadala, qui font au moins 35 morts |
| Massacre d'Intessikite                                                   | 25 juillet 2017                 | Intessikite (Région de Ménaka)                                                                            | 4+        | État islamique dans le Grand Sahara                             | Des civils touaregs de la tribu des Imghads, dont un enfant, sont assassinés par des hommes suspectés de faire partie de l'État islamique dans le Grand Sahara. |
| Massacres de Plogro et Doulda Haidare                                    | 6 janvier 2018                  | Plogro et Doulda Haidare (Région de Mopti)                                                                | 10+       | Miliciens dogons                                                | En représailles à l'enlèvement et au meurtre d'un marabout dogon par les djihadistes, des Dogons attaquent les villages peuls de Plogro et Doulda Haidare et tuent au moins 10 civils, dont des femmes et des enfants. |
| Massacre de Mondoro                                                      | 15 - 17 janvier 2018            | Mondoro (Région de Mopti)                                                                                 | 20        | Miliciens dogons et peuls                                       | Après l'assassinat d'un enseignant coranique dogon à Mondoro, douze dogons et huit peuls sont tués dans des violences. |
| Massacre de Niangassadiou                                                | Début février 2018              | Niangassadiou, près de Douentza (Région de Mopti)                                                         | 5         | Groupe de soutien à l'islam et aux musulmans                    | Cinq personnes, dont trois enfants, auraient été tuées par des djihadistes. |
| Massacre de Sokolo                                                       | 21 février 2018                 | Sokolo (Région de Ségou)                                                                                  | 7         | Forces armées maliennes                                         | Sept civils sont retrouvés morts après avoir été arrêtés par l'armée malienne,. |
| Massacres de Saberé, Yourou, Am et Poundourou                            | 18 mars 2018                    | Saberé, Yourou, Am et Poundourou (Région de Mopti)                                                        | 8+        | Groupe de soutien à l'islam et aux musulmans ou miliciens peuls | Au moins huit Dogons auraient été tués par des djihadistes ou des Peuls armés. |
| Massacre de Dogo                                                         | 22 au 25 mars 2018              | Dogo (Région de Mopti)                                                                                    | 6         | Forces armées maliennes                                         | Les corps de six civils peuls sont exhumés d'une fosse commune. Les victimes, identifiées, avaient été arrêtées le 22 mars par l'armée malienne,. |
| Massacre de Dioura                                                       | 6 avril 2018                    | Dioura (en) (Région de Mopti)                                                                             | 14        | Forces armées maliennes                                         | Des « suspects terroristes » trouvent la mort à Dioura (en) dans une « présumée tentative d'évasion », selon l'armée malienne,. Mais cette dernière est accusée d'avoir commis des exécutions sommaires,. |
| Massacre de Tchigin Bawel                                                | 18 avril 2018                   | Tchigin Bawel (Région de Ménaka)                                                                          | 16        | État islamique dans le Grand Sahara ou miliciens peuls          | Des nomades touaregs sont massacrés par des Peuls, près de la frontière entre le Mali et le Niger, au sud de Ménaka. |
| Massacres d'Aklaz et Awkassa                                             | 26 - 27 avril 2018              | Aklaz et Awkassa, près d'Andéramboukane (Région de Ménaka)                                                | 47        | État islamique dans le Grand Sahara                             | Des djihadistes de l'État islamique dans le Grand Sahara attaquent deux campements touaregs et massacrent des civils,. |
| Massacre de Samani                                                       | 28 avril 2018                   | Samani (Région de Mopti)                                                                                  | 3         | Miliciens dogons                                                | Trois civils peuls sont tués par des miliciens dogons. |
| Massacre de Boulikessi                                                   | 19 mai 2018                     | Boulikessi (Région de Mopti)                                                                              | 12 à 15   | Forces armées maliennes                                         | Le ministère malien de la Défense annonce qu'un soldat et douze « terroristes » ont été tués lors d'une attaque menée dans la localité. Cependant, ces déclarations sont contestées par de nombreux habitants et une source militaire de l'AFP, qui affirment que l'attaque n'a été menée que par un ou deux hommes armés, qu'un militaire a effectivement été tué, mais que les soldats maliens ont ensuite ouvert le feu sur des civils désarmés, faisant 12 à 15 morts,. Après enquête, la MINUSMA confirme la responsabilité de l'armée malienne dans l'exécution sommaire de douze civils au marché de Boulikessi,. |
| Massacre de Guewourou                                                    | 4 juin 2018                     | Guewourou (Région de Mopti)                                                                               | 7 à 14    | Dan Na Ambassagou                                               | Le campement peul de Guewourou — ou Gueourou — est attaqué en pleine cérémonie de baptême par des hommes de Dan Na Ambassagou et au moins sept à huit personnes sont tuées, dont un nouveau-né,. Selon Human Rights Watch le bilan est incertain et pourrait monter jusqu'à 10 ou 14 tués d'après certains témoignages. |
| Massacres de Nantaka et Kobaka                                           | 13 juin 2018                    | Nantaka et Kobaka (Région de Mopti)                                                                       | 25        | Forces armées maliennes                                         | L'armée malienne est suspectée d'avoir exécuté 25 civils peuls, dont les corps sont retrouvés dans trois fosses communes,. |
| Massacre de Koumaga                                                      | 23 juin 2018                    | Koumaga (Région de Mopti)                                                                                 | 24 à 32   | Dan Na Ambassagou                                               | Au moins 32 civils peuls, dont des femmes et des enfants, sont massacrés par des chasseurs dozos à Koumaga, un village du Cercle de Djenné, selon l'association peule Tabital Pulaaku. L'armée malienne se rend sur place et découvre 16 corps,. Selon Human Rights Watch, le massacre, commis par les chasseurs dozos bambaras fait au total 25 morts, dont 21 tués à l'intérieur de la ville et 2 autres à l'extérieur le 23 juin, plus 2 autres tués le 24 juin. La MINUSMA et le HCDH rendent également public un rapport d'enquête en décembre 2018 et concluent à la responsabilité des chasseurs dozos dans le massacre d'au moins 24 civils peuls, dont cinq enfants,. |
| Massacre de Bombou                                                       | 1er juillet 2018                | Bombou (Région de Mopti)                                                                                  | 10 à 14   | Dan Na Ambassagou                                               | Le village est attaqué et incendié par des chasseurs dogons de Dan Na Ambassagou,. Selon l'ONU, le massacre fait 16 morts, dont cinq femmes et un jeune garçon. |
| Massacre de Dioungani                                                    | 8 juillet 2018                  | Dioungani (Région de Mopti)                                                                               | 4         | Alliance pour le salut au Sahel                                 | Des civils dogons sont tués dans une attaque de l'ASS,. |
| Massacre de Tagari                                                       | c. 8 juillet 2018               | Tagari (Région de Mopti)                                                                                  | 14        | Inconnus                                                        | Les corps de 14 membres présumés de la communauté peule sont retrouvés dans un puits selon l'ONU |
| Massacre d'Injagalane                                                    | 15 juillet 2018                 | Injagalane (Région de Ménaka)                                                                             | 12 à 14   | État islamique dans le Grand Sahara                             | Des villageois sont exécutés sommairement. Le MSA et le GATIA accusent alors l'État islamique dans le Grand Sahara,. |
| Massacre de Tindinbawen                                                  | 20 juillet 2018                 | Tindinbawen (Région de Ménaka)                                                                            | 20        | État islamique dans le Grand Sahara                             | Le village est attaqué par des hommes armés. Selon le communiqué du MSA et du GATIA, plus de 20 personnes sont exécutés dont certains de leurs combattants et des hommes âgés. Selon les deux groupes, l'attaque a été menée par des « terroristes notoirement connus en alliance avec des individus relevant d'un mouvement signataire de l'accord d'Alger », mais sans préciser le nom de ce mouvement,. |
| Massacre de Souména                                                      | 25 juillet 2018                 | Souména (Région de Mopti)                                                                                 | 17 à 18   | Chasseurs dozos                                                 | Des civils peuls sont tués par des chasseurs dozos bambaras,. |
| Assassinats de Gossi                                                     | 4 août 2018                     | Kunti, près de Gossi (Région de Tombouctou)                                                               | 3         | État islamique dans le Grand Sahara                             | Les corps de trois jeunes Touaregs imghad proches du GATIA, enlevés à Gossi par l'État islamique dans le Grand Sahara, sont retrouvés non loin des lieux où ils avaient été enlevés. |
| Massacre de Kunti                                                        | 7 août 2018                     | Kunti, près de Sofara (Région de Mopti)                                                                   | 11 à 14   | Chasseurs dozos                                                 | Des civils peuls sont enlevés par des chasseurs dogons ou bambaras et tués dans le village de Kunti,. |
| Massacres de Tiguila et Niangassadiou                                    | 14 août 2018                    | Entre Tiguila et Niangassadiou, près de Douentza (Région de Mopti)                                        | 6         | Groupe de soutien à l'islam et aux musulmans                    | Un convoi de villageois transportant des vivres est attaqué par des djihadistes et des villageois sont tués. |
| Massacres de Dankoussa et Méou                                           | 1er septembre 2018              | Dankoussa et Méou (Région de Mopti)                                                                       | 21        | Dan Na Ambassagou                                               | Des Peuls, dont au moins un enfants, sont tués par des chasseurs dozos bambaras. |
| Massacre de Komboko                                                      | 8 septembre 2018                | Komboko (Région de Mopti)                                                                                 | 14        | Dan Na Ambassagou                                               | Les chasseurs de Dan Na Ambassagou auraient tué 14 villageois peuls. |
| Massacre d'Inekar                                                        | 25 septembre 2018               | Inekar (Région de Ménaka)                                                                                 | 27        | État islamique dans le Grand Sahara                             | Des civils touaregs de la fraction des Ibogolitans sont exécutés sommairement,. |
| Massacre d'Amalaou-laou                                                  | 29 - 29 septembre 2018          | Amalaou-laou, près de Ansongo (Région de Gao)                                                             | 22 à 25   | État islamique dans le Grand Sahara                             | Des civils touaregs de la communauté idarfan sont encore massacrés par hommes armés dans le village d'Amalaou-laou, près d'Ansongo,. |
| Massacre de Djoulouna                                                    | 5 octobre 2018                  | Djoulouna, près de Douentza (Région de Mopti)                                                             | 4+        | Groupe de soutien à l'islam et aux musulmans                    | Au moins quatre villageois dogons, dont deux enfants, sont tués par des djihadistes peuls. |
| Massacre de Telly                                                        | 15 octobre 2018                 | Telly, près de Ténenkou (Région de Mopti)                                                                 | 11        | Inconnus                                                        | Des civils peuls sont massacrés par des hommes armés dans le village de Telly. |
| Massacre d'Ouonkoro                                                      | 16 - 22 novembre 2018           | Ouonkoro (Région de Mopti)                                                                                | 12        | Dan Na Ambassagou                                               | Des civils peuls sont assassinés par des hommes de Dan Na Ambassagou,. |
| Massacre de Lessagou-Peuhl                                               | 5 décembre 2018                 | Lessagou-Peuhl, près de Bankass (Région de Mopti)                                                         | 15        | Dan Na Ambassagou                                               | Des civils peuls, dont deux femmes, sont tués par des hommes de Dan Na Ambassagou selon Human Rights Watch. |
| Massacres de Tinabaw et Tabangout-Tissalatatene                          | 11 - 12 décembre 2018           | Tinabaw et Tabangout-Tissalatatene (Région de Ménaka)                                                     | 43 à 47   | État islamique dans le Grand Sahara                             | Des civils touaregs sont massacrés par des combattants peuls de l'État islamique dans le Grand Sahara,. |
| Massacre de Wella                                                        | 12 décembre 2018                | Wella, près de Bankass (Région de Mopti)                                                                  | 7         | Dan Na Ambassagou                                               | Sept hommes et garçons peuls sont assassinés par des chasseurs de Dan Na Ambassagou selon Human Rights Watch. |
| Massacre de Mora                                                         | 13 décembre 2018                | Mora, près de Bankass (Région de Mopti)                                                                   | 12        | Dan Na Ambassagou                                               | Une douzaine de villageois auraient été tués par des hommes de Dan Na Ambassagou d'après des témoignages recueillis par Human Rights Watch. |
| Massacre d'Abougoulou                                                    | 19 décembre 2018                | Abougoulou (Région de Ménaka)                                                                             | 6         | État islamique dans le Grand Sahara                             | Des civils touaregs daoussahak sont tués par des hommes de l'État islamique dans le Grand Sahara |
| Massacre de Koulogon                                                     | 1er janvier 2019                | Koulogon, près de Koulogon Habbé (Région de Mopti)                                                        | 39        | Chasseurs dozos                                                 | Des civils peuls sont massacrés par des chasseurs dozos dogons. |
| Massacres de Taghatert et Inekar-Ouest                                   | 15 janvier 2019                 | Taghatert et Inekar-ouest (Région de Ménaka)                                                              | 37+       | État islamique dans le Grand Sahara                             | Une attaque contre des civils touaregs et des combattants du MSA fait au moins 37 morts. |
| Massacre d'Amalawlaw                                                     | 15 janvier 2019                 | Amalawlaw, près d'Ansongo (Région de Gao)                                                                 | 6         | Inconnus                                                        | Des civils sont tués, dont deux femmes, et quatre autres sont blessés |
| Massacre de Tin-Azir                                                     | 1er février 2019                | Tin-Azir, près d'Ansongo (Région de Gao)                                                                  | 8         | État islamique dans le Grand Sahara                             | Des civils sont tués dans une attaque des djihadistes contre la localité, tenue par le MSA. |
| Massacre d'Ogossagou                                                     | 23 mars 2019                    | Ogossagou, près de Bankass (Région de Mopti)                                                              | 157+      | Dan Na Ambassagou ou chasseurs dozos                            | Des civils peuls sont massacrés par des chasseurs dozos dogons suspectés de faire partie de Dan Na Ambassagou,. |
| Massacre d'Intahaka                                                      | 24 avril 2019                   | Intahaka (Région de Gao)                                                                                  | 3         | Forces armées maliennes                                         | Trois Touaregs imghad, membres du GATIA, dont un adjudant-chef de la Garde nationale, auraient été battus à mort par des militaires de l'armée malienne, |
| Massacre de Mondoro                                                      | 1er - 2 mai 2019                | Près de Mondoro (Région de Mopti)                                                                         | 18        | Groupe de soutien à l'islam et aux musulmans ou miliciens peuls | Des civils dogons sont tués dans deux attaques probablement commises par des djihadistes peuls, |
| Massacre de Heremakono                                                   | 13 mai 2019                     | Heremakono, près de Niono (Région de Ségou)                                                               | 10+       | Chasseurs dozos                                                 | Des civils peuls sont tués par des chasseurs dozos. |
| Assassinats du centre de santé de Bankass                                | 29 mai 2019                     | Bankass (Région de Mopti)                                                                                 | 2         | Inconnus                                                        | Deux Peuls, dont un malade, sont assassinés en pleine nuit par deux hommes à l'intérieur du centre de santé de Bankass. |
| Bombardement entre Lerneb et Ras-el-Ma                                   | 8 juin 2019                     | Entre Lerneb et Ras-el-Ma (Région de Tombouctou)                                                          | 3         | Forces armées françaises                                        | Le 8 juin, un détachement français détruit un véhicule entre Lerneb et Ras-el-Ma, dans la région de Tombouctou, tuant trois civils, dont un enfant,. L'armée française reconnaît sa responsabilité, mais affirme que le véhicule n'avait pas obtempéré aux tirs de sommation,. |
| Massacre de Sobane Da                                                    | 9 - 10 juin 2019                | Sangha (Région de Mopti)                                                                                  | 35 à 101  | Miliciens peuls                                                 | Des civils dogons sont massacrés par des hommes armés peuls,. |
| Massacre de Gangafani et Yoro                                            | 17 juin 2019                    | Gangafani et Yoro, près de Dinangourou (Région de Mopti)                                                  | 41        | Miliciens peuls                                                 | Des civils dogons sont massacrés par des miliciens peuls. |
| Massacres de Bidi, Sankoro et Saran                                      | 30 juin - 1er juillet 2019      | Ouenkoro (Région de Mopti)                                                                                | 23        | Chasseurs dozos                                                 | Trois villages sont attaqués par des chasseurs dozos,. |
| Massacre de Sinda                                                        | 16 janvier 2020                 | Sinda, près de Douentza (Région de Mopti)                                                                 | 15        | Chasseurs dozos                                                 | Des civils peuls sont massacrés par des chasseurs dozos. |
| Massacre d'Ogossagou                                                     | 14 février 2020                 | Ogossagou (Région de Mopti)                                                                               | 37+       | Chasseurs dozos                                                 | Des villageois peuls sont tués par une trentaine d'hommes armés et 19 autres sont portés disparus. Dans son rapport, la MINUSMA déclare que les auteurs sont « identifiés comme des chasseurs traditionnels, appuyés par des hommes en tenue militaire et des membres présumés de la communauté Dogo »,. Le 14 août, les enquêteurs de l'ONU accusent le général Kéba Sangaré, le commandant de la région du centre, de n'avoir donné aucun ordre alors qu'il avait été informé de la préparation de l'attaque et du départ de la garnison d'Ogossagou avant l'arrivée de la relève. Selon la MINUSMA, le bilan est d'au moins 37 tués, 6 blessés et 20 disparus |
| Massacre de Kourkanda                                                    | 9 mars 2020                     | Kourkanda (Région de Mopti)                                                                               | 10        | Inconnus                                                        | Des villageois sont massacrés par des hommes armés. |
| Massacre de Baye                                                         | 22 mars 2020                    | Baye (Région de Mopti)                                                                                    | 20        | Inconnus                                                        | Des Peuls sont exécutés à Baye, dans le cercle de Bankass. |
| Massacre de Ouonkoro                                                     | 28 mars 2020                    | Ouonkoro (Région de Mopti)                                                                                | 22        | Inconnus                                                        | Des Dogons sont exécutés à Ouonkoro, dans le cercle de Bankass. |
| Massacre de Binedama                                                     | 5 juin 2020                     | Binedama (Région de Mopti)                                                                                | 37        | Forces armées maliennes Chasseurs dozos                         | Des civils peuls, dont trois femmes et trois enfants, sont massacrés par des militaires de l'armée malienne et des chasseurs dozos,. |
| Massacres de Gouari, Djindo et Fangadougou                               | 1er juillet 2020                | Gouari, Djindo et Fangadougou, près de Bankass (Région de Mopti)                                          | 33        | Groupe de soutien à l'islam et aux musulmans ou miliciens peuls | Trois ou quatre villages sont attaqués et 33 civils dogons sont massacrés selon la MINUSMA, dont des femmes et des enfants. Le lendemain, un détachement de l'armée malienne tombe dans une embuscade à Gouari, non loin des lieux de l'attaque : neuf soldats sont tués et deux blessés,. |
| Massacre de Liébé                                                        | 22 octobre 2020                 | Liébé (Région de Mopti)                                                                                   | 24        | Forces armées maliennes                                         | Des personnes de la communauté peule sont tuées par balles par des militaires maliens selon Tabital Pulaaku. |
| Bombardement de Bounti                                                   | 3 janvier 2021                  | Bounti, entre Douentza et Boni, (Région de Mopti)                                                         | 19        | Forces armées françaises                                        | Au cours de l'Opération Éclipse, 22 hommes sont tués par un Mirage 2000 de l'armée française à proximité du village de Bounti. Les enquêtes journalistiques et un rapport de l’ONU concluent que 19 des victimes étaient des civils participant à une cérémonie de mariage. |
| Massacre d'Agharangabo                                                   | 3 juin 2021                     | Agharangabo (Région de Ménaka)                                                                            | 11        | État islamique dans le Grand Sahara                             | Des civils de la communauté touarègue ibogholitane sont massacrés,. |
| Massacres de Karou, Ouattagouna, Daoutegeft et Dirga                     | 8 août 2021                     | Près d'Ansongo (Région de Gao)                                                                            | 51+       | État islamique dans le Grand Sahara                             | Une attaque djihadiste est commise contre quatre villages, |
| Massacre de Songo                                                        | 3 décembre 2021                 | Songo (Région de Bandiagara)                                                                              | 30+       | Groupe de soutien à l'islam et aux musulmans                    | Selon la MINUMSA, des djihadistes présumés attaquent un camion transportant plusieurs commerçants dogons, faisant plus de 30 morts parmi les civils, dont des femmes et des enfants, et 18 blessés |
| Massacres de la région de Bandiagara                                     | 26 - 29 janvier 2022            | Environs de Bandiagara (Région de Bandiagara)                                                             | 20        | Forces armées maliennes                                         | Selon la MINUSMA, 19 hommes et un garçons sont exécutés sommairement au cours de trois incidents dans les environs de Bandiagara |
| Bombardement de Bouka Were                                               | 7 février 2022                  | Près de Bouka Were (Région de Ségou)                                                                      | 10        | Forces armées maliennes                                         | Selon la MINUSMA, 10 civils sont tués par des frappes aériennes sur un hameau près du village de Bouka Were. |
| Massacre de Danguèrè Wotoro                                              | 2 mars 2022                     | Près de Dogofry (Région de Ségou)                                                                         | 35 à 37   | Forces armées maliennes Groupe Wagner                           | Des civils sont massacrés et leurs corps sont brûlés,. Le charnier est exhumé le 2 mars. Le 11 mars, la MINUSMA publie un rapport attribuant la responsabilité de ce massacre à l'armée malienne et aux mercenaires russes du Groupe Wagner |
| Massacre de Robinet El Ataye                                             | 5 mars 2022                     | Robinet El Ataye (Région de Ségou)                                                                        | 33        | Forces armées maliennes Groupe Wagner                           | 33 civils, dont 29 Mauritaniens et 4 Maliens sont massacrés par des soldats maliens et des mercenaires russes du Groupe Wagner. |
| Massacres de Tamalat, Insinane et Etanbaw                                | 8 - 9 mars 2022                 | Tamalat, Insinane et Etanbaw (Région de Ménaka)                                                           | 143+      | État islamique dans le Grand Sahara                             | Au cours les offensives de Ménaka, les djihadistes attaquent des villages contrôlés par le MSA et commettent des massacres, principalement contre les Touaregs daoussahak,. |
| Massacres de Oudeini, Intakofa et Inziguitiya                            | 17 mars 2022                    | Oudeini, Intakofa et Inziguitiya (Région de Ménaka)                                                       | 64+       | État islamique dans le Grand Sahara                             | Au cours les offensives de Ménaka, plusieurs villages sont attaqués par des djihadistes de l'EIGS et des civils touaregs daoussahak sont massacrés. |
| Massacres de Tingorof, Intagoiyat, Ingarzabane, Inkalafane et Intakoreit | 20 mars 2022                    | Tingorof, Intagoiyat, Ingarzabane, Inkalafane et Intakoreit (Région de Ménaka)                            | 238+      | État islamique dans le Grand Sahara                             | Au cours les offensives de Ménaka, plusieurs villages sont attaqués par des djihadistes de l'EIGS et des civils touaregs daoussahak sont massacrés. |
| Massacre d'Ansongo                                                       | 26 mars 2022                    | Ansongo (Région de Gao)                                                                                   | 15 à 17   | Forces armées maliennes                                         | Des civils touaregs daoussahak sont exécutés sommairement par des militaires maliens, |
| Massacre de Moura                                                        | 27 - 31 mars 2022               | Moura (Région de Mopti)                                                                                   | 500 à 600 | Forces armées maliennes Groupe Wagner                           | Des centaines de villageois, majoritairement peuls, accusés de soutenir les djihadistes, sont exécutés,. |
| Massacre de Hombori                                                      | 19 avril 2022                   | Hombori (Région de Mopti)                                                                                 | 50+       | Forces armées maliennes Groupe Wagner                           | En représailles à l'explosion d'un engin explosif qui cause la mort d'un supplétif russe, des militaires maliens et des mercenaires russes ouvrent le feu sur un marché à Hombori. |
| Massacre d'Ebak                                                          | 18 juin 2022                    | Ebak (Région de Gao)                                                                                      | 20+       | Groupe de soutien à l'islam et aux musulmans                    | Des civils sont tués par des présumés djihadistes. |
| Massacre de Diallassagou                                                 | 18 juin 2022                    | Diallassagou (Région de Mopti)                                                                            | 132 à 200 | Groupe de soutien à l'islam et aux musulmans                    | Des civils dogons accusés d'avoir aidé l'armée malienne sont massacrés par des djihadistes de la katiba Macina. |
| Massacre dans la région de Ségou                                         | 16 juillet 2022                 | (Région de Ségou)                                                                                         | 6+        | Groupe de soutien à l'islam et aux musulmans                    | Au moins six personnes dont une femme sont tuées, trois enlevées et deux autres blessées par des djihadistes selon l'ONU. |
| Massacre de Bobosso                                                      | 23 juillet 2022                 | Bobosso, près de Bandiagara (Région de Mopti)                                                             | 9         | Groupe de soutien à l'islam et aux musulmans                    | Huit hommes et une femme sont assassinés par des djihadistes lors d'une attaque contre un village, selon l'ONU. |
| Massacre d'Assaylal                                                      | 12 août 2022                    | Assaylal (Région de Ménaka)                                                                               | 20+       | État islamique dans le Grand Sahara                             | Au cours les offensives de Ménaka, un village est attaqué par des djihadistes de l'EIGS et des civils touaregs daoussahak sont massacrés,. |
| Bataille de Talataye                                                     | 6 - 7 septembre 2022            | Talataye (Région de Ménaka)                                                                               | 30 à 45+  | État islamique dans le Grand Sahara                             | Des civils de la localité, alors tenue par le GSIM et le MSA sont massacrés par l'État islamique lors d'une attaque,. |
| Massacre de Gassel                                                       | 12 septembre 2022               | Gassel, près de Douentza (Région de Mopti)                                                                | 14        | Forces armées maliennes Groupe Wagner Chasseurs dozos           | Les corps de 14 personnes sont retrouvées près du village, les mains attachées dans le dos, quelques heures après leurs arrestations, selon un rapport de l'ONU. |
| Massacre de Gouni                                                        | 17 - 18 septembre 2022          | Gouni, près de Bandiagara (Région de Mopti)                                                               | 50+       | Forces armées maliennes Groupe Wagner Chasseurs dozos           | Des habitants du village, peuplés de Rimaïbé, de Peuls et de Dogons, sont rassemblés dans une mosquée et exécutés, tandis que leurs maisons sont incendiées,. |
| Massacre de Guelledjé                                                    | 30 octobre 2022                 | Guelledjé (Région de Mopti)                                                                               | 13        | Forces armées maliennes Groupe Wagner                           | Des civils, dont des femmes, sont exécutés |
| Massacre d'Intiklatene                                                   | 26 février 2023                 | Intiklatene (Région de Ménaka)                                                                            | 9         | État islamique dans le Grand Sahara                             | Au cours les offensives de Ménaka, neuf civils touaregs sont tués à Intiklatene par des hommes de l'EIGS qui raflent une centaine d'animaux. |
| Massacre de Trabakoro                                                    | 22 avril 2023                   | Trabakoro, près de Nara (Région de Koulikoro)                                                             | 18        | Forces armées maliennes                                         | Des soldats maliens tuent 18 personnes, dont 14 enfants et 4 femmes, dans un village. |
| Massacre de Gabéro                                                       | 27 juin 2023                    | Gabéro (Région de Gao)                                                                                    | 13 à 17   | État islamique dans le Grand Sahara                             | Des civils sont massacrés par des djihadistes. |
| Massacre de Gadougou                                                     | 27 juillet 2023                 | Gadougou, près de Nara (Région de Koulikoro)                                                              | 5         | Forces armées maliennes                                         | Des soldats maliens tuent cinq civils, dont un enfant, lors d'une attaque contre des bergers peuls. |
| Massacre de Sambani                                                      | 6 août 2023                     | Sambani (Région de Tombouctou)                                                                            | 16        | Forces armées maliennes Groupe Wagner                           | Les corps de personnes arrêtées à Sambani sont retrouvés à l'extérieur du village. Toutes les victimes portent des traces de tortures et de blessures à la tête. Trois ont les oreilles coupées. |
| Massacre de Bodio                                                        | 6 août 2023                     | Bodio, près de Bandiagara (Région de Mopti)                                                               | 15        | Groupe de soutien à l'islam et aux musulmans                    | Les djihadistes du GSIM assassinent 15 hommes dans le village de Bodio. Deux miliciens de Dan Na Ambassagou sont également tués en marchant sur une mine. |
| Attaque du Tombouctou                                                    | 7 septembre 2023                | Banikane (Région de Tombouctou)                                                                           | 130 à 154 | Groupe de soutien à l'islam et aux musulmans                    | Les djihadistes du GSIM tirent des roquettes sur le bateau Tombouctou sur le fleuve Niger,. |
| Massacre d'Ersane                                                        | 5 octobre 2023                  | Ersane, entre Tarkint et Anéfis (Région de Gao)                                                           | 17        | Forces armées maliennes Groupe Wagner                           | Des civils touaregs sont massacrés |
| Massacres de Goma Koura et Nampala                                       | 22 - 24 novembre 2023           | Entre entre Goma Koura et Nampala (Région de Ségou)                                                       | 40 à 60   | Groupe Wagner                                                   | Plusieurs attaques sont commises contre des campements peuls ou bellas à Winde Tireje, Nambo, Toladje, Belel et d'autres localités. |
| Massacres de Gathi Loumou                                                | 18 décembre 2023                | Gathi Loumou, près de Léré (Région de Tombouctou)                                                         | 27 à 28   | Forces armées maliennes Groupe Wagner                           | Des civils sont exécutés. |
| Massacre de Wouro Yero                                                   | 23 décembre 2023                | Wouro Yero (Région de Ségou)                                                                              | 7         | Chasseurs dozos                                                 | Des civils peuls sont tués par des chasseurs dozos. |
| Massacre de Boura                                                        | 3 janvier 2024                  | Boura (Région de Ségou)                                                                                   | 17        | Chasseurs dozos                                                 | Le 3 janvier, 24 villageois peuls sont capturés par des chasseurs dozos et les corps de 17 d'entre-eux sont retrouvés quelques jours plus tard,. |
| Massacre de Kalala-peul                                                  | 6 janvier 2024                  | Kalala-peul (Région de Ségou)                                                                             | 13        | Chasseurs dozos                                                 | Dix hommes et trois femmes peuls sont tués par des chasseurs dozos lors d'une attaque contre le village,. |
| Massacre de Tessalit                                                     | Fin janvier 2024                | Près de Tessalit (Région de Kidal)                                                                        | 3         | Groupe Wagner                                                   | Les corps de trois orpailleurs artisanaux sont retrouvés décapités et en partie démembrés dans un campement près de Tessalit. RFI rapporte que « les sources interrogées accusent les mercenaires russes du groupe Wagner ». |
| Massacre de Welingara                                                    | 26 janvier 2024                 | Welingara, près de Nara (Région de Koulikoro)                                                             | 25+       | Forces armées maliennes Groupe Wagner                           | Au moins 25 hommes et jeunes garçons peuls sont exécutés par des soldats maliens et des mercenaires russes du Groupe Wagner. Selon RFI, leurs corps sont retrouvés « entassés les uns sur les autres, certains avec les yeux bandés, criblés de balle ou égorgés, et en grande partie calcinés ». |
| Massacre d'Ogota et Ouémbé                                               | 27 janvier 2024                 | Ogota et Ouémbé (Région de Mopti)                                                                         | 32        | Groupe de soutien à l'islam et aux musulmans                    | Selon un rapport d'Human Rights Watch, des djihadistes du GSIM attaquent les villages d'Ogota et Ouémbé en représailles à la présence de miliciens de Dan Na Ambassagou dans la région, et massacrent au moins 32 civils, dont trois enfants, et brûlent 350 maisons. |
| Frappe d'Amasrakad                                                       | 16 - 17 mars 2024               | Amasrakad (Région de Gao)                                                                                 | 14        | Forces armées maliennes                                         | L'armée malienne revendique des frappes aériennes à Amasine et Amasrakad, ayant permis de « neutraliser plusieurs terroristes ». Cependant, selon RFI, ces frappes de drones causent en réalité la mort de 14 civils de la communauté touareg chamanamas, dont une majorité de femmes et d'enfants,. |
| Frappe de Douna                                                          | 22 mars 2024                    | Douna, près de Mondoro (Région de Mopti)                                                                  | 14        | Forces armées maliennes                                         | Le soir du 22 mars 2024, à 22 heures, une frappe de drone touche une école coranique, causant la mort de 14 civils dogons, dont 11 enfants, et faisant au moins 9 blessés, selon RFI,. |
| Massacre de Diankabou                                                    | 30 mars 2024                    | Diankabou (Région de Mopti)                                                                               | 18 à 21   | Forces armées maliennes Groupe Wagner Chasseurs dozos           | Le 30 mars 2024, des militaires maliens, des mercenaires russes et des chasseurs dozos fouillent les villages de Tan-Coullé, Tan-Ali, Tan-Samba et Bamguel, et abattent une vingtaine de civils, dont des enfants. |
| Massacre de Niamana                                                      | 6 mai 2024                      | Niamana, près de Mourdia (Région de Koulikoro)                                                            | 13        | Forces armées maliennes Groupe Wagner                           | Le 6 mai 2024, des militaires maliens et des mercenaires russes entrent dans le village et ouvrent le feu sur des habitants qui prennent peur et s'enfuient à leur arrivée. Plusieurs victimes sont égorgées. |
| Massacre de Diallassagou                                                 | 25 mai 2024                     | Diallassagou (Région de Mopti)                                                                            | 18        | Groupe de soutien à l'islam et aux musulmans                    | Des djihadistes ouvrent le feu sur des villageois, faisant au moins 18 morts et 21 blessés,. |
| Massacres d'Abeïbara                                                     | 20 - 29 juin 2024               | Abeïbara (Région de Kidal)                                                                                | 60 à 70+  | Forces armées maliennes Groupe Wagner                           | Les Forces armées maliennes et le Groupe Wagner massacrent au moins 60 à 70 civils touaregs dans la région d'Abeïbara. |
| Massacre de Djiguibombo                                                  | 1er juillet 2024                | Djiguibombo (Région de Mopti)                                                                             | 21 à 40   | Groupe de soutien à l'islam et aux musulmans                    | Le village de Djiguibombo, peuplé majoritairement de dogons, est attaqué par les djihadistes de la katiba Macina qui massacrent au moins 21 habitants, brûlent plusieurs habitations et raflent du bétail,. |
| Massacre de Takalote                                                     | 9 juillet 2024                  | Takalote (Région de Kidal)                                                                                | 8+        | Forces armées maliennes Groupe Wagner                           | Au moins huit touaregs imghads, dont des membres du GATIA, sont exécutés sommairement par des soldats maliens et des mercenaires russes. |
| Massacre de Dembo                                                        | 21 juillet 2024                 | Dembo, près de Bankass (Région de Mopti)                                                                  | 25        | Groupe de soutien à l'islam et aux musulmans                    | Des djihadistes tuent au moins 25 personnes, principalement des villageois, ainsi que quatre chasseurs dozos. |
| Frappe de Tinzawatène                                                    | 30 juillet 2024                 | Tinzawatène (Région de Kidal)                                                                             | 6 à 50+   | Forces armées maliennes ou Forces armées du Burkina Faso        | Plusieurs civils sont tués par une frappe de drone à Tinzawatène. Des élus locaux évoquent au moins 6 à 10 tués, tandis que le CSP fait état de plus d'une cinquantaine de victimes,. Les victimes sont des orpailleurs d'origine nigérienne, soudanaise et tchadienne,. |
| Frappe de Tinzawatène                                                    | 25 août 2024                    | Tinzawatène (Région de Kidal)                                                                             | 21+       | Forces armées maliennes ou Forces armées du Burkina Faso        | Au moins 21 civils sont tués par une frappe de drone à Tinzawatène, dont au moins 11 enfants, et des dizaines d'autres sont blessées. |
| Frappe d'Inadjatafane                                                    | 21 octobre 2024                 | Inadiatafane (Région de Tombouctou)                                                                       | 8         | Forces armées maliennes                                         | Selon Amnesty International, des frappes de drones de l'armée malienne causent la mort huit civils, dont six enfants, et font environ quinze blessés. |
| Massacre de Nara                                                         | 5 novembre 2024                 | Près de Nara (Région de Koulikoro)                                                                        | 6         | Groupe Wagner                                                   | Six bergers sont exécutés par le Groupe Wagner, certains sont décapités, et leurs corps sont brûlés. |
| Massacre de Lerneb                                                       | 10 ou 11 novembre 2024          | Lerneb (Région de Tombouctou)                                                                             | 7         | Forces armées maliennes Groupe Wagner                           | Sept civils touaregs et arabes sont exécutés par l'armée malienne et le Groupe Wagner. Leurs cadavres sont retrouvés décapités, mutilés ou en partie dépecés. |
| Massacre d'Aratane et de Tignere                                         | 2 décembre 2024                 | Près de Gargando (Région de Tombouctou)                                                                   | 6+        | Forces armées maliennes Groupe Wagner                           | Au moins six personnes sont exécutées par balles après avoir été arrêtées. |
| Attaques de la région de Bandiagara                                      | 20 décembre 2024                | Bourari, Madina, Banguel, Gasa, Massasségué, Sounfounou et Irguelou, près de Bandiagara (Région de Mopti) | 26+       | Groupe de soutien à l'islam et aux musulmans                    | Sept villages — Bourari, Madina, Banguel, Gasa, Massasségué, Sounfounou et Irguelou — sont attaqués par des djihadistes du GSIM qui tuent au moins 26 personnes, dont des civils et des Chasseurs dozos. |
| Massacre de Fatissouma                                                   | 2 janvier 2025                  | Fatissouma, près de Dioura (en) (Région de Mopti)                                                         | 10+       | Forces armées maliennes Groupe Wagner                           | Des civils touaregs, dont un travailleur humanitaire, sont assassinés. Leur véhicule est retrouvé calciné avec des traces de sang et des débris humains. Les corps auraient été jetés dans un puits. Selon Human Rights Watch, le massacre fait 10 morts, dont six hommes, trois femmes et un enfant. |
| Massacre de Tinlokyane                                                   | 4 janvier 2025                  | Tinlokyane, près de Gargando (Région de Tombouctou)                                                       | 4         | Forces armées maliennes Groupe Wagner                           | Les corps des quatre civils sont retrouvés |
| Massacres de Bouldé, Dinangourou et Niangassadiou                        | 21 - 22 janvier 2025            | Mondoro, Dinangourou et Niangassadiou (Région de Douentza)                                                | ~ 12      | Forces armées maliennes Groupe Wagner                           | Au moins douze personnes sont exécutées par une patrouille russo-malienne. Le premier jour, trois Dogons de la commune de Dinangourou sont enlevés et leurs corps sont retrouvés décapités. Le lendemain, cinq Peuls âgés de 14 à 73 ans sont exécutés et quatre autres blessés dans le village de Bouldé, dans la commune de Mondoro. Le même jour, deux Dogons et trois bellas sont tués dans le village de Niangassadiou. |
| Attaque de Kobé                                                          | 7 février 2025                  | Kobé (Région de Gao)                                                                                      | 34        | État islamique dans le Grand Sahara                             | 34 orpailleurs sont tués dans une attaque djihadiste menée contre un convoi. |
| Massacres du cercle de Goundam                                           | 10 - 12 février 2025            | Tabagout, Erabedje, Razelma, Zouera, Gouber et Tinadanda, près de Goundam (Région de Tombouctou)          | 15+       | Forces armées maliennes Groupe Wagner                           | Une patrouille de Wagner et de l'armée malienne sortie de Goundam traverse des campements nomades et les villages de Tabagout, Erabedje, Razelma, Zouera, Gouber et Tinadanda, où elle commet des viols et exécute au moins 15 personnes. |
| Massacre de Berta                                                        | 12 février 2025                 | Saloba (Région de Ségou)                                                                                  | 16        | Groupe de soutien à l'islam et aux musulmans                    | Des djihadistes de la katiba Macina tuent 16 personnes, dont des Chasseurs dozos, dans le village de Berta, dans la commune de Saloba. |
| Massacre de la vallée du Tilemsi                                         | 16 - 17 février 2025            | Vallée du Tilemsi (Région de Kidal)                                                                       | 33 à 36   | Forces armées maliennes Groupe Wagner                           | L'armée malienne et le Groupe Wagner mènent une opération dans la vallée du Tilemsi. Le 16 février, quatre à sept civils sont tués au puits d'Aslagh. Plusieurs corps sont piégés et de nombreuses têtes de bétail massacrées. Dans la nuit du 16 au 17, une frappe de drone contre un véhicule civil fait un mort et un blessé. Le 17 février, quatre véhicules civils sont attaqués aux environs de Timtaghen, près de Tessalit, et 28 passagers sont tués, dont des femmes et des enfants. |
| Frappe d'Ejdeïr                                                          | 16 mars 2025                    | Ejdeïr (Région de Tombouctou)                                                                             | 10 à 21   | Forces armées maliennes                                         | Une frappe aérienne de l'armée malienne cible trois véhicules et tue au moins une dizaine de civils, principalement des commerçants et des éleveurs. Selon le Collectif pour la défense des droits du peuple de l'Azawad/Nord-Mali (CD-DPA), le bilan est de 21 morts |
| Massacre de Kwala                                                        | Entre le 12 et le 21 avril 2025 | Kwala (Région de Koulikoro)                                                                               | 13 à 70   | Forces armées maliennes Groupe Wagner                           | Le 12 avril 2025, environ 60 à 70 villageois peuls sont arrêtées par l'armée malienne et le Groupe Wagner à Sébabougou, dans la commune de Gomitradougou. Dans la nuit du 21 au 22 avril, des personnes à la recherche de leurs proches découvrent 13 cadavres aux abords du camp de Kwala, dans un état de décomposition avancé ou réduits à l'état de squelettes,. Selon un expert de l'ONU, le bilan pourrait être de 54 morts. |
| Massacre de Diafarabé                                                    | 12 mai 2025                     | Diafarabé (Région de Mopti)                                                                               | 23 à 27   | Forces armées maliennes Chasseurs dozos                         | Selon la Fédération internationale pour les droits humains et Amnesty International, 23 à 27 hommes peuls âgés de 32 à 67 ans sont arrêtés sur un marché par des militaires maliens et des chasseurs dozos, puis égorgés et jetés dans des fosses communes,. |

## Rapports
Selon Human Rights Watch, en mars et avril 2012, essentiellement à Gao, Tombouctou, Niafunké et près de Diré, les combattants du MNLA ont commis de nombreuses exactions contre les populations, notamment par des viols, enlèvements et pillages d'une ampleur supérieure à celles commises par les islamistes. Des civils auraient même bénéficié de la protection de combattants d'Ansar Dine. Selon des témoignages, au moins 17 femmes et adolescentes, sont enlevées et violées par des rebelles, presque tous issus du MNLA. Quatre patients de l'hôpital de Gao décèdent également à la suite du pillage du bâtiment. Des témoins ont également fait mention de la présence d'enfants soldats de 13 ans parmi les indépendantistes. Selon le Haut-Commissariat des Nations unies aux droits de l'homme, un vieillard, deux femmes et un adolescent ont été tués début avril au cours des pillages.
L'Association des Réfugiés et Victimes des Répressions de l’Azawad (ARVRA), proche des indépendantistes touaregs, accuse l'armée malienne d'avoir exécutée ou enlevée 200 personnes entre le 11 janvier et le 15 février 2013. Elle cite comme exemple l'exécution d'une vingtaine de personnes dans région de Tombouctou, 12 touaregs tués à Léré, 3 personnes à Echel, près de Tonka, 9 personnes dont 6 d’une même famille à Tintaboraghen.
En juin 2013, l'Association malienne des droits de l’homme (AMDH) affirme que des militaires maliens ont commis des exactions à Gao : « Selon nos enquêtes, nous pouvons établir que, de janvier à mai, les militaires ont tué au moins une dizaine de civils, torturé une vingtaine de personnes, violé au moins une femme. Et on leur attribue au moins deux disparitions. Nous avons les preuves, les images, les films. » Ce bilan est appuyé par Human Rights Watch qui déclare que « ce bilan est conforme à nos enquêtes ». Selon un témoin : « À Gao sévissait il y a quelque temps un capitaine qui se baladait avec un collier de doigts humains. Il a été rapatrié, mais pas puni pour autant ». Les wahhabites et les membres de la secte Adawa accusés de soutenir le MUJAO sont les principales cibles de ces exactions.
Dans un rapport publié le 7 juin 2013, Amnesty International estime que plusieurs dizaines de personnes ont été tuées, torturées ou victimes de « disparitions » depuis le début de l'Opération Serval. Selon l'organisation, il y a eu plus de 20 cas d'exécution extrajudiciaire ou de disparition forcée commises par l'armée malienne. De plus, plusieurs des 80 à 200 personnes emprisonnées à Bamako ont été torturés, au moins cinq prisonniers sont morts en avril, à la suite de mauvais traitements. Le même jour, Human Rights Watch publie également un rapport dans lequel l'association affirme qu'au moins 24 personnes, rebelles présumés ou simples villageois, ont été torturés ou roués de coups par des militaires maliens dans la région de Mopti. Selon les ONG des droits de l'homme, 24 civils ont été assassinés au Mali lors de l'année 2013 et 11 autres sont portés disparus. Dans un communiqué publié le 21 mars 2014, Human Rights Watch estime qu'en 2013, dans le nord du Mali, les militaires maliens ont commis « 26 exécutions extrajudiciaires, 11 disparitions forcées et plus de 70 instances de torture ou de mauvais traitements de personnes soupçonnées d’être des rebelles islamistes ». L'organisme ajoute que « pratiquement aucun de ces dossiers n'a toutefois fait l’objet d’une enquête, et aucune des personnes présumées responsables des crimes n’a été traduite en justice ».
En mai 2014, selon RFI, 11 personnes accusées de servir d'informateurs pour les militaires français ou les hommes du MNLA ont été assassinées en une année par les islamistes d'AQMI et du MUJAO.
Selon Human Rights Watch, au moins 27 personnes, principalement des membres de l'administration et des forces de sécurité malienne ainsi que des membres du MNLA, ont été exécutées par les groupes djihadistes, dont deux par décapitation, au cours de l'année 2016. Une vidéo est notamment publiée par AQMI le 4 novembre, en montrant la mise à mort de quatre personnes. Le MNLA affirme de son côté que 33 de ses membres ont été exécutés par des djihadistes au cours de la même année. Au total selon Human Rights Watch, une cinquantaine de personnes sont exécutées par les djihadistes entre 2015 et septembre 2017.
Selon Human Rights Watch, au moins 10 « islamistes présumés » ont été exécutés sommairement par les forces sécurité malienne et 20 autres ont été torturés au cours de l'année 2016. L'ONG fait ensuite état, de janvier à avril 2017, de trois exécutions sommaires et six disparitions forcées commises par l'armée malienne.
Selon la Fédération internationale des ligues des droits de l'homme (FIDH), 621 cas de torture, enlèvements, détentions arbitraires et extorsions de tous types ont été répertoriés lors de l'année 2016,.
En 2017, Corinne Dufka, directrice adjointe pour le programme Afrique de Human Rights Watch, indique cependant que : « d'une manière générale, d'après les témoignages que nous avons recueillis, il semble que la présence de l'armée française a joué un rôle de modération auprès de l'armée malienne. Les ex-détenus que nous avons interrogés disent que le comportement des militaires maliens s'est amélioré. Les exactions dont elle était coutumière ont diminué ».
Cependant dans un rapport publié le 8 septembre 2017, Human Rights Watch documente des nouvelles exactions commises par l'armée malienne en faisant état de l'exécution de 14 personnes enterrés dans trois fosses communes. Ces dernières seraient cinq hommes tués le 19 décembre 2016, trois hommes arrêtés le 21 janvier 2017, et au moins six hommes arrêtés début mai 2017.
En février 2018, la Mission multidimensionnelle intégrée des Nations unies pour la stabilisation au Mali (MINUSMA) et le Haut-Commissariat des Nations unies aux droits de l'homme (HCDH) publient un rapport sur les crimes commis au Mali entre janvier 2016 et juin 2017,. Ils affirment qu'au cours de cette période 1 200 violations, abus ou incidents ont été recensés, ayant causé 2 700 victimes dont 441 tués. Au total de 57 % des violations recensés ont été commises par des groupes armés non-identifiés, 20 % l'ont été par l'armée malienne, 17 % par les groupes armés signataires de la CMA et de la Plateforme, 3 % par les groupes djihadistes, 2 % par les forces internationales et 1 % par des groupes armés non-signataires,,
Selon un rapport publié le 20 novembre 2018 par la Fédération internationale des ligues des droits de l'homme (FIDH) et l'Association malienne des Droits de l’Homme (ADMH), environ 500 civils ont été tués dans le centre du Mali entre janvier et août 2018,. Les violences intercommunautaires qui ont fait au moins 287 morts sur les seuls mois d’avril à juin. Au moins 67 hommes, tous de l'ethnie peule, ont également été exécutés sommairement par des militaires de l'armée malienne entre février et juillet. Florent Geel, responsable Afrique à la FIDH déclare : « Aujourd’hui, pour l’armée malienne, un bon Peul est un Peul mort, et tout Peul est terroriste ».
Entre février et avril 2020, Amnesty international documente 199 incidents commis par les forces malienne, nigérienne ou burkinabée ayant entraîné 57 exécutions extrajudiciaires et 142 disparitions forcées.
Entre le 1er avril et le 30 juin 2020, la division des droits de l’homme et de la protection (DDHP) de la MINUSMA documenté 632 cas de meurtres, exécutions sommaires, enlèvements, viols, atteintes à l’intégrité physique, intimidations et menaces. Pendant cette période, 323 personnes, dont 23 enfants et 11 femmes, ont été tuées. Sur les 632 abus relevés, 126 leur sont imputés aux forces armées maliennes, dont 94 exécutions sommaires et arbitraires. L'armée burkinabée est accusée de 50 exactions commises sur le sol malien et les groupes djihadistes de 123. De plus 63 attaques de villages ont été recensées, menées par des milices d’autodéfense peules, dogons ou bambaras, ayant provoqué la mort de 172 personnes. Entre janvier 2019 et juin 2020, 1 400 civils ont été tués dans ces violences communautaires.
Selon l'ONG Armed Conflict Location and Event Data Project (Acled), l'armée malienne est responsable de la mort de 87 civils pendant l'année 2019 et de 322 pendant l'année 2020. Pour Acled, 957 civils sont tués par l'armée malienne et le Groupe Wagner entre janvier 2022 et juin 2023.

### Rapports
- MINUSMA et HCDH, Droits de l’homme et processus de paix au Mali (Janvier 2016 – Juin 2017), février 2018.
- FIDH et AMDH, Centre Mali : les populations prises au piège du terrorisme et du contre-terrorisme, 20 novembre 2018.
- Human Rights Watch, « Avant, nous étions des frères », 7 décembre 2018.